# 1903 Adzhimushkaj
1903 Adzhimushkaj este un asteroid din centura principală, descoperit pe 9 mai 1972, de Tamara Smirnova.